# Puymiclan
Puymiclan è un comune francese di 592 abitanti situato nel dipartimento del Lot e Garonna nella regione della Nuova Aquitania.

## Monumenti

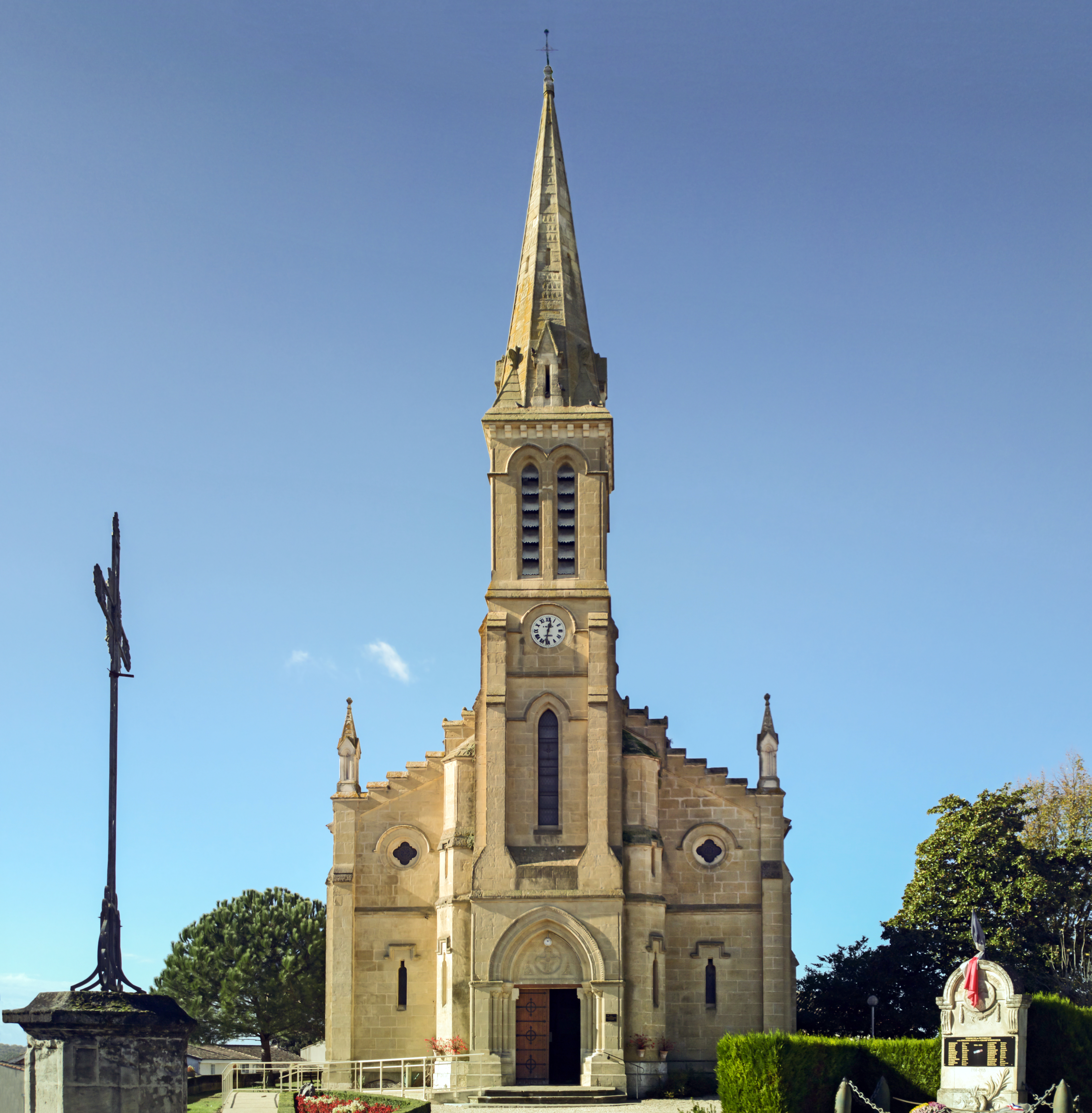
Chiesa Notre-Dame-des-Pins
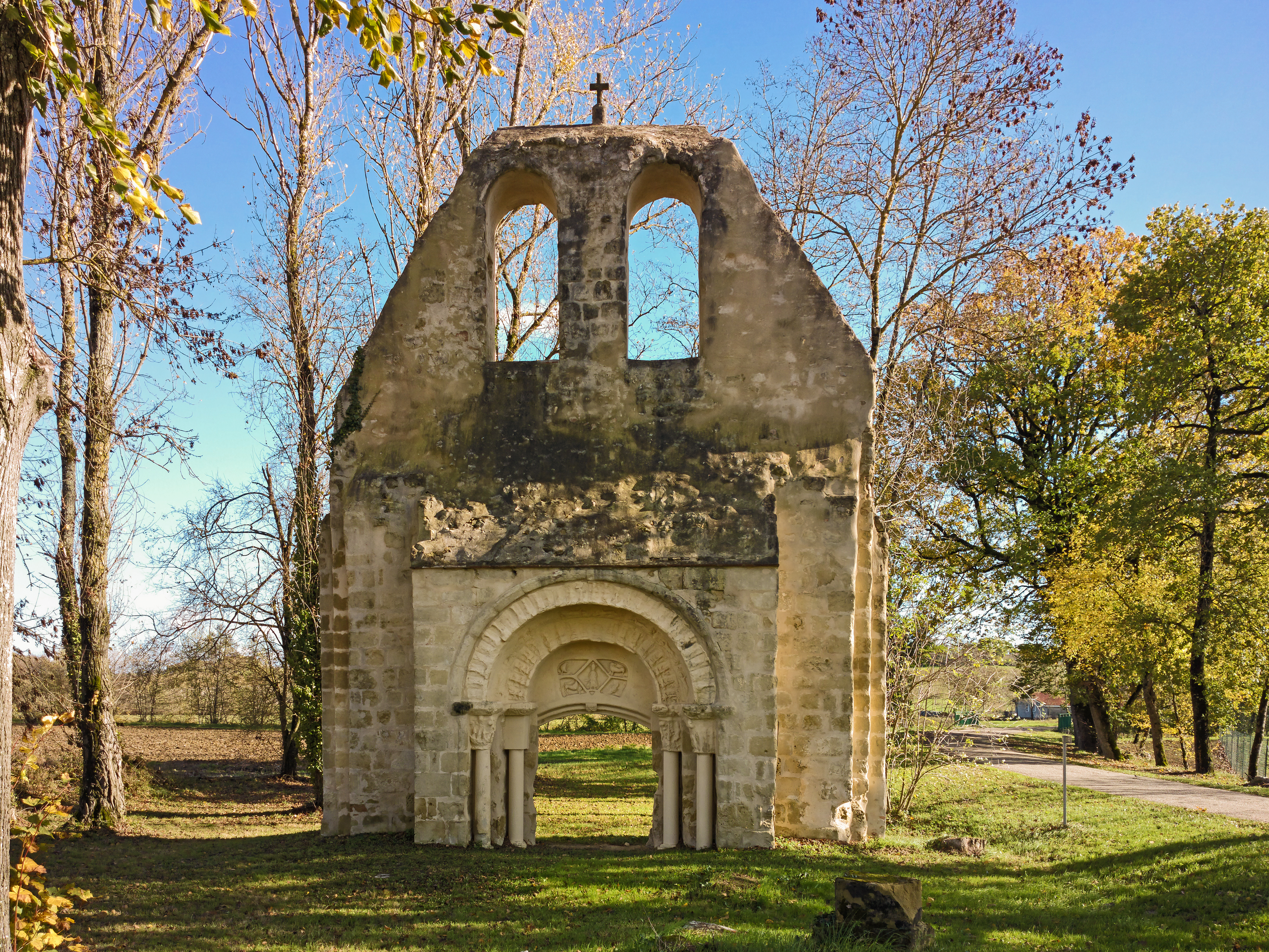
Chiesa Saint-Pierre-de-Londres
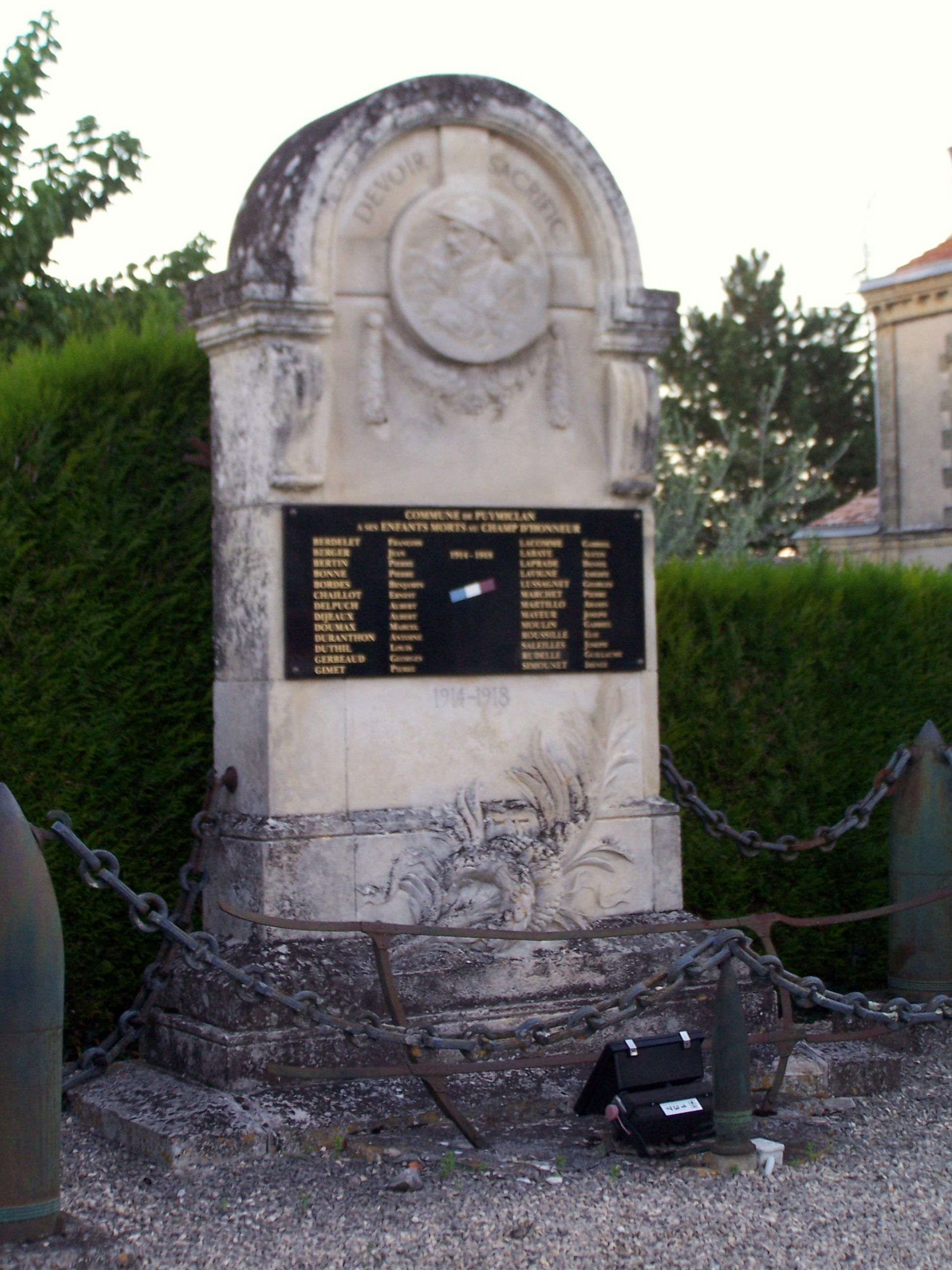
Monumento ai Caduti.

## Società

### Evoluzione demografica
Abitanti censiti